# Fatalna ljubav
Fatalna ljubav sedmi je studijski album Cece Ražnatović koji su izdali PGP RTS i Lucky Sound u lipnju 1995. godine.
Album je prodan u nakladi od 450 000 primjeraka.

## Popis pjesama
| Br. | Skladba                                | Trajanje |
| --- | -------------------------------------- | -------- |
| 1.  | »Nije monotonija«                      | 3:26     |
| 2.  | »Zlato, srećan put«                    | 3:42     |
| 3.  | »Znam«                                 | 3:16     |
| 4.  | »Idi dok si mlad«                      | 3:27     |
| 5.  | »Volela sam, volela«                   | 3:25     |
| 6.  | »Šta još možeš da mi daš«              | 3:38     |
| 7.  | »Fatalna ljubav«                       | 3:38     |
| 8.  | »Da li to ljubav pravi od nas slabiće« | 3:50     |
| 9.  | »Beograd«                              | 3:41     |

## Izdanja
| Regija         | Datum        | Izdavač             | Format(i)  |
| -------------- | ------------ | ------------------- | ---------- |
| SR Jugoslavija | lipanj 1995. | PGP RTS Lucky Sound | CD, kaseta |
| Bugarska       | lipanj 1995. | Grami               | kaseta     |

## Suradnici
- Producent, aranžman, glazba: Aleksandar Radulović
- Tekst: Marina Tucaković, Dino Merlin
- Fotografije: Dejan Milićević

## Obrade
- 5. »Volela sam, volela« – »Voljela sam, voljela« (Hanka Paldum)
- 7. »Fatalna ljubav« – »Života mi mog« (Zorica Marković)
- 9. »Beograd« – »Jednom sam probao« (Fazla)[3]

## Glazbeni spotovi
- 1. »Nije monotonija«
- 3. »Znam«
- 4. »Idi dok si mlad«
- 7. »Fatalna ljubav«
- 9. »Beograd«